# Rineloricaria fallax
Cá trực thăng (Danh pháp khoa học: Rineloricaria fallax) là một loài cá trong họ Loricariidae thuộc chi Rineloricaria, cá còn gọi là Hồng Thanh Đình Trực Thăng Cơ Ngư (chữ Hán: 红蜻蜓直升机鱼, Bính âm: Hóng qīngtíng zhíshēngjī yú). 

## Đặc điểm
Cá trực thăng dài đến 15,5 cm ở môi trương tự nhiên, chúng ăn rêu và các loại sinh vật nhỏ như tảo nâu, các loại thức ăn cho tép, cá. Trong bể thủy sinh chúng có xu thế bám trên lũa, đá và thành kính và tìm kiếm thức ăn chìm. Trực thăng đặc biệt thích loại loại thức ăn thực vật, đặc biệt là lá rữa. Con đực phát triển gai và tua ở đầu và vây, đuôi, trong khi con cái không lên rõ lắm. Chúng thường được tìm thấy sống ở những kẽ đá, hoặc chỗ có lá rụng ở các vùng nước có dòng chảy mạnh và nền cứng.
Đây là một trong những loại cá hiền lành nhất, chúng có thể kết hợp nuôi chung tép và các loại cá tỳ bà. Chúng chỉ dữ khi chuẩn bị sinh con, mang bầu hoặc giữ trứng. Chúng rất thích khi được nuôi chung 1 nhóm hoặc 1 đàn. Chúng là loại cá ít năng động chúng ăn rêu khá tốt và có thể cho ăn thức ăn của tép như tảo hoặc các loại tôm ong (bee max shrimp). Trong bể phong cách biotop chúng có thể nuôi chung cá đĩa, các loại cá chuột, Apistogamm, Corydoras và các loại Loricariids, nhưng tốt nhất là nên nuôi chung các loại cá ôn hòa. Đừng thả chung chúng với các loại cá dữ khác vì chúng rất dễ bị stress, mệt mỏi và dễ bỏ ăn. Chúng rất thích khi được nuôi chung 1 nhóm hoặc 1 đàn.

## Sinh trưởng
Trong điều kiện sinh sản, một con đực sẽ chọn một hang động nhất định và dọn dẹp sạch sẽ hang động này. Một con mái sẽ ghé thăm hang động và ký gửi trứng để con đực có thể thụ tinh. Con mái sẽ không còn đóng vai trò gì nữa, tất cả nhiệm vụ canh giữ trứng và ấp cho trứng nở sẽ dành cho con bố. Con đực sẽ che chở trứng bằng thân mình và bảo vệ trứng không bị tấn công.
Trứng chín trong 4 - 5 ngày, và sẽ thành cá con bơi tung tăng trong 2 - 3 ngày sau đó, con đực lúc đó có thể được chuyển đi. Chúng ăn các loại rau quả, rau chân vịt và các loại rau khác, ăn các loại trùn chỉ nhỏ. Cá con chưa thực sự đói, chúng có cục dinh dưỡng dự trữ vì chúng không ăn nhiều. Cá con rất nhạy cảm với chất lượng nước. Chúng chỉ dữ khi chuẩn bị sinh con, mang bầu hoặc giữ trứng. 